# Anna Haava
Anna Haava (născută Anna Rosalie Haavakivi; n. 15 octombrie 1864, Kodavere⁠(d), Peipsiääre Rural Municipality⁠(d), Regiunea Tartu, Estonia – d. 13 martie 1957, Tartu, RSS Estonă, URSS) a fost o poetă, scriitoare și traducătoare estonă de la sfârșitul secolului al XIX-lea și din secolul al XX-lea. Ea a fost unul dintre membrii fondatori ai Uniunii Scriitorilor Estoni în 1922. A fost onorată cu clasa a III-a a Ordinului Crucea Vulturului, 1930; Ordinul clasa a II-a al Crucii Roșii Estone, 1935; Scriitoare Populară a RSS Estonă, 1954; și Ordinul „Insigna de Onoare”.

## Biografie
Anna Rosalie Haavakivi s-a născut la 15 octombrie 1864 în parohia rurală Kodavere, care acum face parte din parohia Peipsiääre, în estul Estoniei. Tatăl ei, Joosep Haavakivi (1836–1891) s-a căsătorit cu Sohvi Janast din satul Punikvere, Estonia, în 1860. În familia de țărani de la ferma-moara Haavakivi, Anna a fost crescută împreună cu sora ei mai mare, Elisabet (1860–1893) și cu un frate mai mic, Rudolf (1870–1950). Se spune că, în timp ce tatăl ei cânta la vioară, Anna cânta împreună cu acesta; muzicalitatea avea să-i influențeze mai târziu poezia și scrierile.
În 1873, Anna Haavakivi și-a început educația formală, urmând școlile din Pataste și Saare-Vanamõisa și școala privată în limba germană a lui Hoffmann din Tartu, Estonia, între 1880 și 1884. La Școala Superioară de Fete din Tartu⁠(d), în limba germană, a absolvit cu o diplomă de profesoară la domiciliu, care, la acea vreme, era singurul post din învățământ disponibil pentru femeile estone. Haava a început să lucreze ca profesoară de grădiniță în Tartu.
Faptul că a știut mai multe limbi a ajutat-o de-a lungul vieții, deoarece istoria Estoniei a inclus perioade de influență țaristo-rusă, noua independență națională, ocuparea de către forțele germane în timpul celui de-al Doilea Război Mondial și anexarea la URSS de către Rusia sovietică.
În timp ce Haava a urmat școala de limbă germană, i s-a dat un nume „mai cu sunet german”, Anna Rosalie Espenstein, și a învățat cum să fie o bună germană. Dar, la absolvire, Anna a insistat să-și restabilească numele de naștere, Haavakivi, și să-și reia viața de estonă patriotică. (Cu toate că Anna este astăzi cel mai bine amintită sub numele de familie Haava, acesta nu a devenit numele ei oficial până în 1939.)

### Scrieri
Anna Haava a fost o poetă activă toată viața sa, de la vârsta de 22 de ani până la bătrânețe. Ea a publicat prima ei poezie în ziarul Postimees după ce remarcabila poetă estonă Lydia Koidula a murit în vara anului 1886. Omagiu ei a fost intitulat Pentru Koidula și a fost semnat de „o fată estonă”. Această lucrare avea să devină doar prima dintre multele poezii ale lui Haava care au fost tipărite.
Primele trei colecții ale lui Haava, Luuletused I (Poezii I) (1888), II (1890) și III (1897) conțin cântece sentimentale romantice, a căror temă principală este dragostea. La publicare, poeziile de tineret ale lui Haava au avut o primire caldă din partea publicului, toate cele trei volume fiind retipărite de mai multe ori.
Haava a publicat povestiri în reviste, a adunat o colecție de aforisme, Peotäis tõtt (O mână de adevăr, 1900). Ea a scris, de asemenea, lucrări de proză în care a descris casa copilăriei ei în cartea intitulată, Väikesed pildid Eestist (Mici imagini din Estonia, 1911).
Începând cu 1906, ea a început să lanseze colecții de lucrări care prezintă un ton mai puțin vesel, începând cu Lained (Valuri). Haava a scris pentru a condamna nedreptatea, violența și discriminarea etnică, iar criticile ei s-au adâncit doar în unele colecții de poezie, Ristlained (Unde încrucișate, 1910) și Meie päevist (Din zilele noastre, 1920). Poezia lui Haava a devenit și mai personală în colecțiile Põhjamaa lapsed (Copiii țărilor nordice, 1913), Siiski on elu ilus (Totuși, viața este frumoasă)  și Laulan oma eesti laulu (Îmi cânt melodia estonă, 1935). Ultima ei colecție originală de poezii a apărut în 1954.
Haava a fost unul dintre membrii fondatori ai Uniunii Scriitorilor Estoni în 1922.
În 2006, manuscrisul său de mult timp inedit Mälestusi Laanekivi Manni lapsepõlvest (Amintiri din copilăria lui Laanekivi Mann) a apărut în cele din urmă, iar în 2008 o carte din poezia ei adunată, Luule (Poezii), conținea până la 700 de poezii.

### Muzicalitate
Nu pot trăi fără cântece:
Dacă tac brusc, - O
lumea fără cântece se va înghesui,
Bătăile inimii se vor rupe.
--Anna Haava (Traducere de B. Kozhun) 
Haava a insuflat multora dintre poeziile sale o muzicalitate remarcabilă, care a facilitat adaptarea lor ca versuri pentru muzica compusă de artiști contemporani. Încă din 1887, Miina Härma, o tânără organistă care studiază la Sankt Petersburg, și-a compus primele cântece pe poeziile lui Haava, iar peste 200 de poezii ale lui Haava au fost puse de atunci pe muzică de alți compozitori. Unele cântece inspirate de Haava au devenit familiare la festivalurile regionale ori s-au transformat în cântece populare.
Haava a scris în 1908 și libretul operei Lembitu tütar (Fiica lui Lembitu) de Artur Lemba⁠(d).
Operele sale încă sunt publicate. În 2006, a fost publicată o partitură muzicală germană, Kolm eesti laulu Anna Haava sõndele (1937-1940) = Drei Lieder für eine Singstimme mit Klavierbegleitung nach Gedichten von Anna Haava (Trei cântece pentru o singură voce cu acompaniament de pian după poezii de Anna Haava), iar autorii săi sunt enumerați ca, Gregor Heuer și Anna Haava.

### Traduceri
Ca traducătoare, Haava a reușit să câștige venituri punând la dispoziția cititorilor estoni o literatură importantă în limbi străine, inclusiv Egmont⁠(d) de J. W. Goethe, Wilhelm Tell de F. Schiller, Regele Oedip de Hugo von Hofmannsthal, Visul unei nopți de vară de W. Shakespeare și basme de Hans Christian Andersen, printre altele. Haava a tradus, de asemenea, unele mitologii antice, cum ar fi Greeka muinaskangelased (Eroii greci antici) de I. C. Andrä și R. Schneider și Rooma muinaskangelased (Eroii romani antici) de G. Schalk.
Poezii sale au fost traduse pe scară largă, inclusiv în limbile  rusă, finlandeză, suedeză, maghiară, germană, italiană, esperanto, engleză și, de asemenea, în alte limbi.

## Dificultăți
De tânără, Anna a început să cânte într-un cor popular și s-a îndrăgostit de un student al facultății de teologie de la Universitatea din Tartu, dar a avut doar 25 de ani când, unul după altul, ambii părinți și tânărul student au murit. Doi ani mai târziu, singura ei soră, Liisa, a murit și ea.
A călătorit la Leipzig, Germania, pentru a-și trata problemele ei medicale, apoi s-a mutat timp de câțiva ani la Sankt Petersburg, Rusia, unde a lucrat ca asistentă și profesoară. În 1906, Haava s-a întors în Estonia pentru a locui la Tartu, unde, o perioadă înainte de Primul Război Mondial, s-a alăturat echipei editoriale de la Postimees. Mai târziu a lucrat ca scriitoare și traducătoare independentă.
Haava nu a avut niciodată suficiente venituri. Începând cu 1920 a primit o pensie de scriitoare, iar în 1945 i s-a acordat o pensie personală.

## Ultimii ani

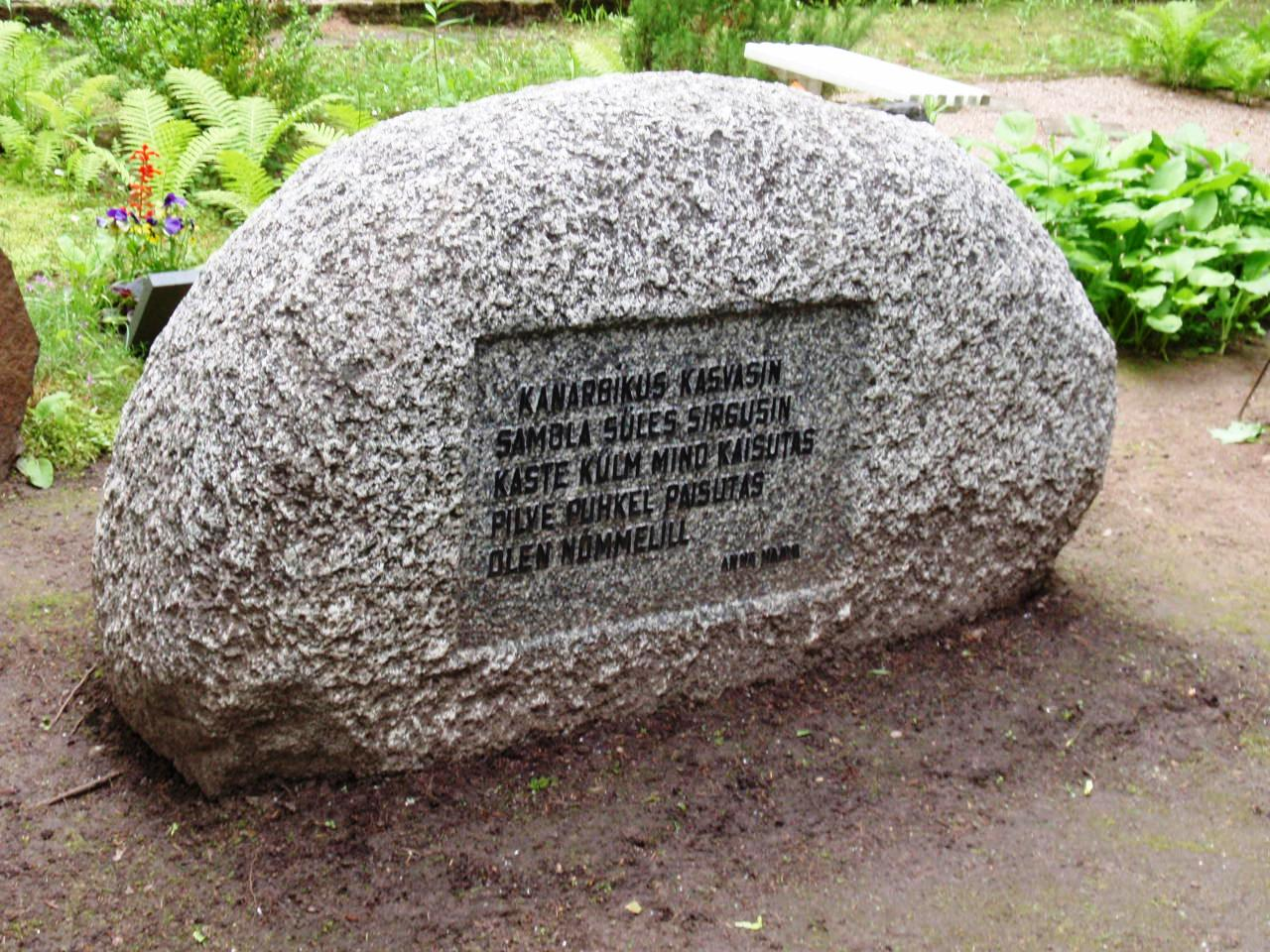
Monumentul mormântului Annei Haava

În 1954, orașul Tartu a organizat  o sărbătoare pentru aniversarea a 90 de ani de la nașterea sa în sala de ceremonii a Universității din Tartu. Cu această ocazie, oficialii orașului au numit o stradă după ea.
Anna Haava a murit la Tartu la vârsta de 92 de ani la 13 martie 1957 și a fost înmormântată în cimitirul Raadi de acolo. O piatră pe care este inscripționată una dintre poeziile ei marchează locul mormântului.
În 2006, Sala Memorială Anna Haava a fost deschisă în Centrul Comunitar Assikvere din comitatul Jõgeva, Estonia.

## Distincții
- Clasa a III-a a Ordinului Crucea Vulturului, 1930[12]
- Ordinul de clasa a II-a al Crucii Roșii Estone, 1935[12]
- Scriitor popular al RSS Estonă, 1954[13]
- Ordinul Insigna de Onoare[13]

## Lucrări alese
Unele colecții.
- Poezii I ( Luuletused I ) 1888
- Poezii II (Luuletused II) 1890
- Poezii III (Luuletused III) 1897
- Valuri (Lained) 1906
- Cu o sabie și o cruce (Ristlained) 1910
- Copii din țările nordice (Põhjamaa lapsed) 1913
- Din zilele noastre (Meie päevist) 1920
- Totuși, viața este bună (Siiski on elu ilus) 1930
- Cânt un cântec Estonian (Laulan oma eestilaulu) 1935